# Асоціація міжнародних експедиторів України
Асоціація міжнародних експедиторів України (АМЕУ) — професійне добровільне некомерційне об'єднання міжнародних експедиторів України, засноване 24 вересня 1994 р.
Об'єднання експедиторів створюються з метою:
- координації діяльності своїх учасників;
- розробки та здійснення заходів щодо підвищення рівня конкуренції за рахунок зростання професійної підготовки та якості послуг, що надаються;
- захисту інтересів своїх учасників, у тому числі в органах державної влади;
- участі в розробці проектів законів та інших нормативних актів у сфері транспортно-експедиторської діяльності;
- розробки заходів щодо захисту інтересів клієнтів;
- розробки умов експортно-імпортних поставок товарів, що мають стратегічне значення для України;
- інтеграції у світовий ринок транспортно-експедиторських послуг;
- участі в роботі міжнародних організацій транспорту, транспортно-експедиторських організацій тощо;
- розробки та затвердження актів, передбачених їх установчими документами;
- надання органам державної влади пропозицій щодо реалізації рекомендацій міжнародних організацій у галузі транспортно-експедиторської діяльності в Україні[4].